# Ренате
Ренате (італ. Renate) — муніципалітет в Італії, у регіоні Ломбардія, провінція Монца і Бріанца.
Ренате розташоване на відстані близько 500 км на північний захід від Рима, 31 км на північ від Мілана, 17 км на північ від Монци.
Населення — 4135 осіб (2014).

## Демографія
Населення за роками:

Станом на 1 січня 2023 року в муніципалітеті офіційно проживало 308 іноземців з 39 країн, серед них 46 громадян країн Євросоюзу та 9 громадян України.

## Сусідні муніципалітети
- Безана-ін-Бріанца
- Бріоско
- Кассаго-Бріанца
- Монтічелло-Бріанца
- Ведуджо-кон-Кольцано